# Tadarida lobata
Tadarida lobata (Thomas, 1891) è un pipistrello della famiglia dei Molossidi diffuso nell'Africa orientale.

## Descrizione

### Dimensioni
Pipistrello di medie dimensioni, con la lunghezza totale tra 124 e 146 mm, la lunghezza dell'avambraccio tra 55 e 62 mm, la lunghezza della coda tra 46 e 60 mm, la lunghezza del piede tra 12 e 14 mm, la lunghezza delle orecchie tra 25 e 32 mm e un peso fino a 33 g.

### Aspetto
La pelliccia è corta e vellutata. Le parti dorsali sono marroni scure con delle macchie sopra le scapole e dietro le orecchie, la base dei peli è bianca, mentre le parti ventrali sono bianche con i fianchi marroni. Il muso non è estremamente appiattito, il labbro superiore ha diverse pieghe ben distinte ed è cosparso di corte setole. Le orecchie sono semi-trasparenti, relativamente grandi, unite anteriormente da una membrana a forma di V. Il trago è grande, semi-circolare e ben visibile dietro l'antitrago, il quale è di dimensioni moderate e rettangolare. Le membrane alari sono semi-trasparenti , grigiastre sopra e biancastre sotto e sono attaccate posteriormente sulle caviglie. I bordi ventrali dell'avambraccio e delle zampe sono privi di peli e bianchi. I piedi sono piccoli, con un cuscinetto sulla pianta. La coda è lunga, tozza e si estende per più della metà oltre l'uropatagio. Il calcar è corto. Entrambi i sessi hanno una sacca golare. 

## Biologia

### Comportamento
Forma piccole colonie. Il volo è molto rapido e poco manovrato. 

### Alimentazione
Si nutre di insetti.

### Riproduzione
Le nascite avvengono tra la fine di ottobre e i primi di novembre.

## Distribuzione e habitat
Questa specie è diffusa nel Kenya sud-occidentale e nello Zimbabwe settentrionale.
Vive nelle savane alberate, di miombo e mopane tra 600 e 2.000 metri di altitudine.

## Conservazione
La IUCN Red List, considerato che questa specie è conosciuta in zone isolate ma all'interno di un vasto areale, classifica T.lobata come specie a rischio minimo (Least Concern)).